# Distribución del hidroarsenicismo crónico regional endémico
El Hidroarsenicismo Crónico Regional Endémico (HACRE) es una enfermedad producida por el consumo de aguas contaminadas con arsénico y que afecta a muchas regiones en el mundo. 

## Epidemiologíamundial

### Epidemiología en Asia y Oceanía

#### India
En la zona del delta del Ganges, el hidroarsenicismo afecta a 6 millones de hindúes expuestos al consumo de agua por sobre 0,05 ppm de As.

#### Bangladés
En este país, la enfermedad de origen natural afecta a unos 200.000 habitantes que consumen agua con arsénico por sobre los 0,025 ppm de As distribuida en más o menos 1 millón de pozos artesianos.

### Epidemiología en Sudamérica

#### Chile
En Chile, el hidroarsenicismo está presente desde tiempos remotos. En efecto, el río Loa presenta importantes niveles de contaminación de boro y arsénico registrándose valores por sobre los 15 ppm de este último elemento. Las zonas de cerro Topater, Coya y María Elena por dar unos ejemplos de contaminación por vía antrópica.
Los ríos Toconce, Salado y San Pedro pueden ser citados como importantes focos de contaminación.
La región de Coquimbo tiene cuencas hidrológicas contaminadas con arsénico, se pueden citar la cuenca del río Turbio que es tributario del río Elqui, cuyo caudal es aprovechado por la minera El Indio, y por artesanos de combarbalita.

#### México
En el país azteca, el hidroarsenicismo se presenta en las regiones de Torréon, Coah, Guardalajara y Durango por dar ejemplos.
Estas regiones tienen pozos artesianos y el hidroarsenisismo ocurre de manera natural.

#### Argentina
Argentina es uno de los países afectados por esta enfermedad descrita en 1913 en Rosario por del Dr. Mario Goyeneche.
Es el principal contaminante del agua en la Argentina, las napas de los suelos de las provincias centrales poseen arsénico debido a diferentes movimientos geológicos y a la actividad volcánica de hace millones de años, con alto contenido del metal, el arsénico se depositó en las napas y en los pozos de extracción de agua.

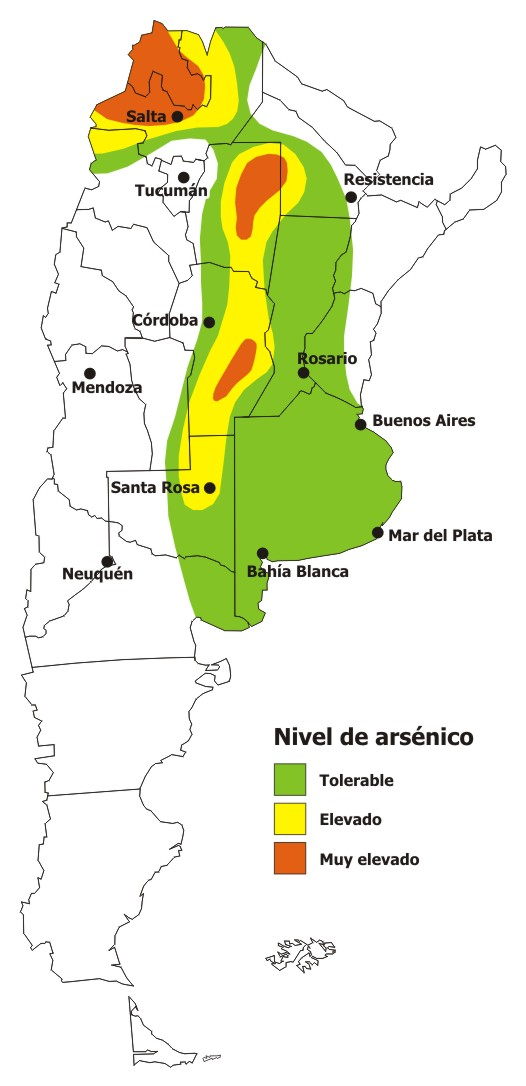
Niveles aproximados de arsénico en Argentina, según el SPAR.

Las provincias expuestas al HACRE son 16: Salta, Jujuy, Tucumán, La Rioja, Catamarca, San Juan, Chaco, Santiago del Estero, San Luis, Mendoza, Córdoba, Santa Fe, La Pampa, Río Negro, Neuquén y Buenos Aires. Los habitantes de estas regiones padecen enfermedades cardiovasculares, hepáticas, cutáneas, respiratorias, digestivas y urinarias con más frecuencia que otras poblaciones del país no afectadas por el HACRE. Es decir, son grupos más vulnerables a ciertos tipos de enfermedades, algunas de ellas muy graves, como el cáncer.
El nivel de arsénico en el agua de estas regiones puede llegar a 0,80 mg/l o más.  En algunos sitios del subsuelo se puede llegar a extraer agua con más de 10,00 mg/l.  Los límites tolerables varían mucho.  Obviamente dependen en primer lugar de la cantidad de agua que se beba: en las regiones calurosas se consume más agua que en las templadas.  Además, depende del grupo étnico, la alimentación y otros factores.  En la ciudad de Buenos Aires todos los casos tratados provienen de esos lugares endémicos. Otras provincias del país como San Luis, La Pampa y Buenos Aires presentan zonas con arsénico en el subsuelo, pero en menor escala, y por lo tanto no registran casos de HACRE.
El estudio de aguas más importante lo realizó en 2005 la Universidad Nacional de La Plata en el partido de Junín, a pedido de la municipalidad local. El trabajo determinó que más del 70% de la superficie de dicho municipio posee tenores de arsénico inferiores a 0,05 mg/l en el acuífero Pampeano, que es la napa desde la cual se extrae el agua que consume la población. Esto implica la posibilidad de obtener agua de buena calidad, apta para consumo humano, de manera natural. El hallazgo de niveles de hasta 0,20 mg/l en el acuífero Puelche permitió descartarlo como fuente alternativa de provisión de agua.
La Organización Mundial de la Salud (OMS) recomienda bajar a 0,01 mg/l, pero no se trata de un límite tolerable, sino sugerido. La Organización para la Alimentación y la Agricultura (FAO por sus siglas en inglés) de las Naciones Unidas sugiere el límite de 0,05 mg/l. Pero éstos son valores indicativos para todo el mundo, y el HACRE se manifiesta de diferentes maneras y a distintos niveles según el lugar del planeta. En Argentina los casos de HACRE se registran en zonas donde el agua posee un mínimo de 0,40 mg/l, pero con un margen de seguridad se admite como no riegoso el límite de 0,12 o 0,10 mg/l.
La solución para las zonas endémicas, donde es imposible encontrar agua con niveles de arsénico inferiores a 0,10 mg/l es utilizar algún sistema de filtrado. Las plantas potabilizadoras tienen un elevado costo y difícil mantenimiento. Otras alternativas son las fábricas de agua mineral al costo, las plantas de potabilización familiares y los sistemas con ozono.

## Detección
La búsqueda de arsénico en el organismo puede realizarse en sangre, orina o en cabellos por métodos diversos. Aunque para los exámenes de sospecha en personas expuestas al consumo de aguas contaminadas, las valoraciones de mayor importancia corresponden a cabello y orina.